# Vif
Vif – miejscowość i gmina we Francji, w regionie Owernia-Rodan-Alpy, w departamencie Isère.
Według danych na rok 1990 gminę zamieszkiwało 5788 osób, a gęstość zaludnienia wynosiła 205 osób/km² (wśród 2880 gmin regionu Rodan-Alpy Vif plasuje się na 147. miejscu pod względem liczby ludności, natomiast pod względem powierzchni na miejscu 261.).

## Galeria

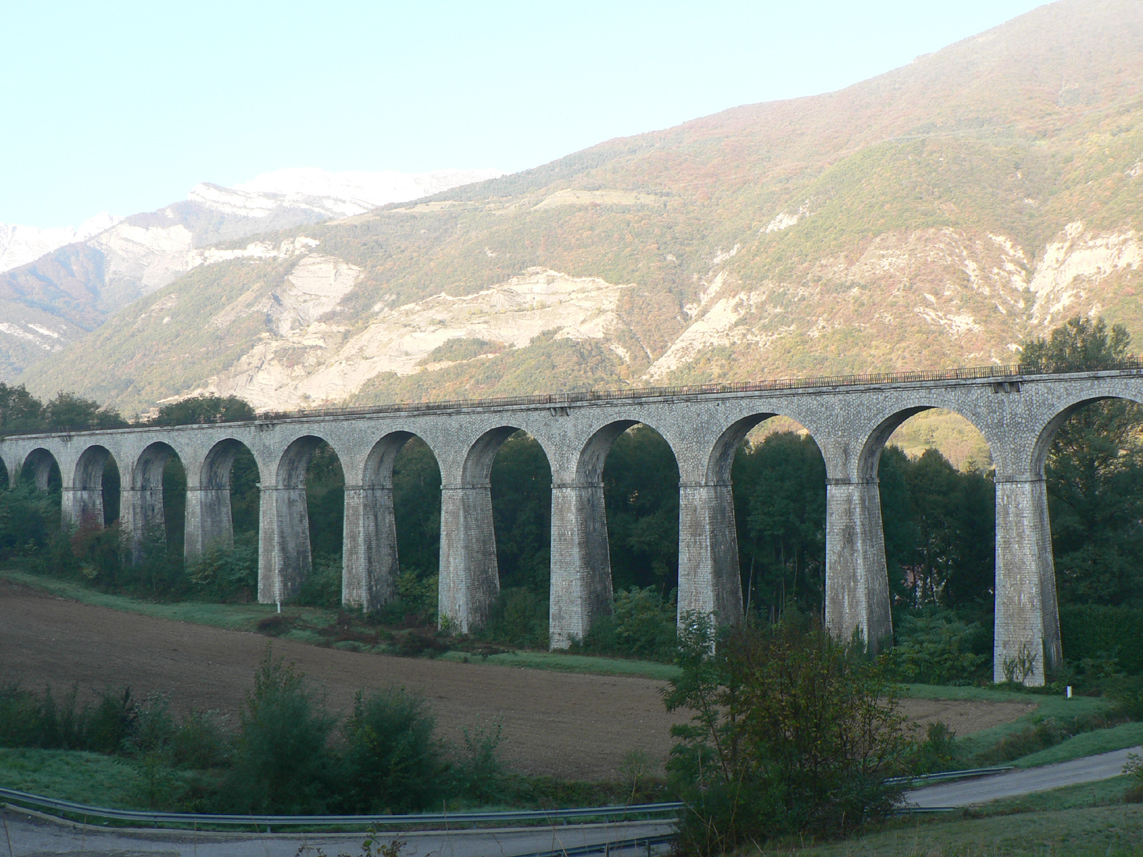
Wiadukt kolejowy w Vif, 2006
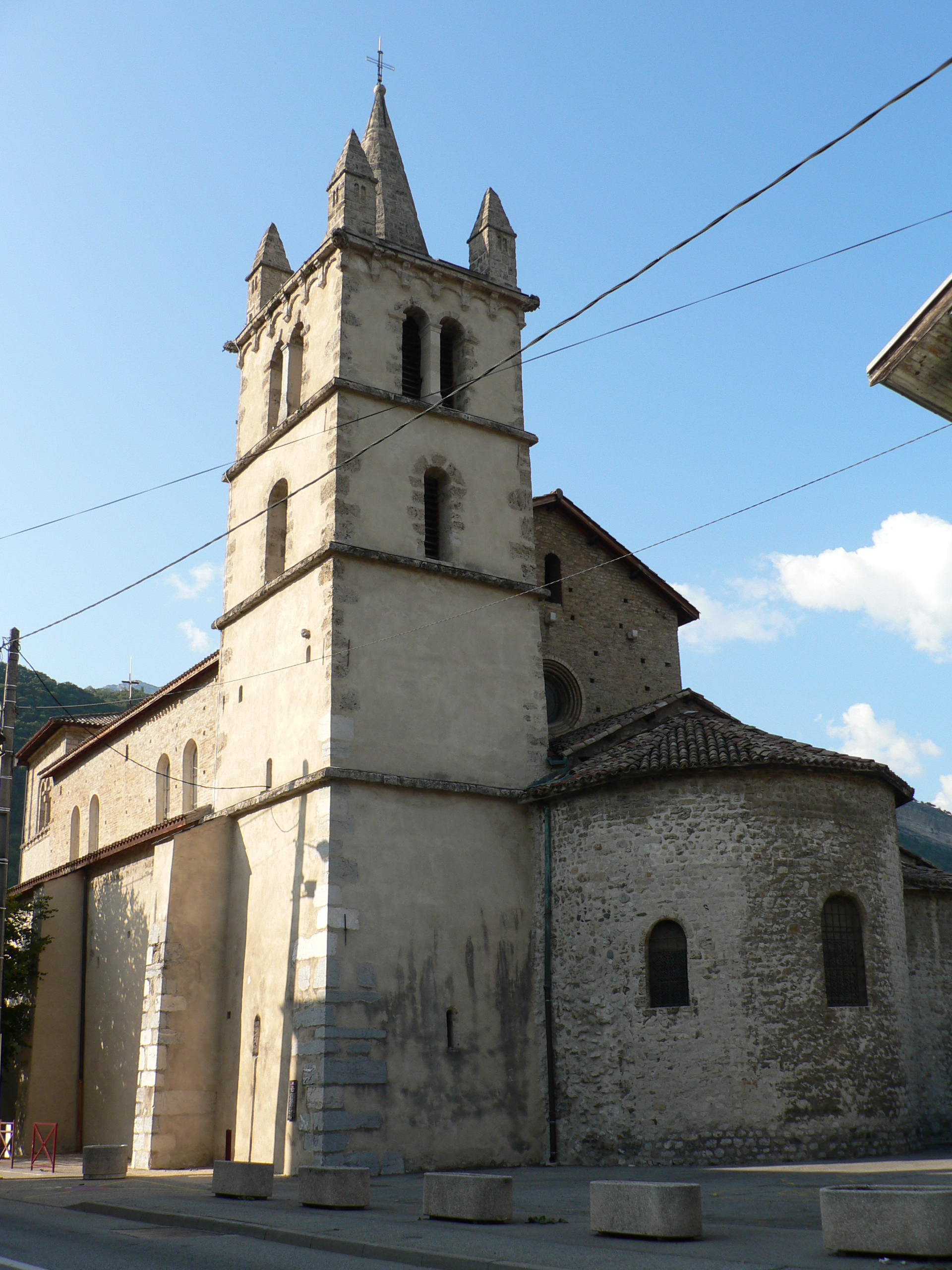
Kościół w Vif, 2011
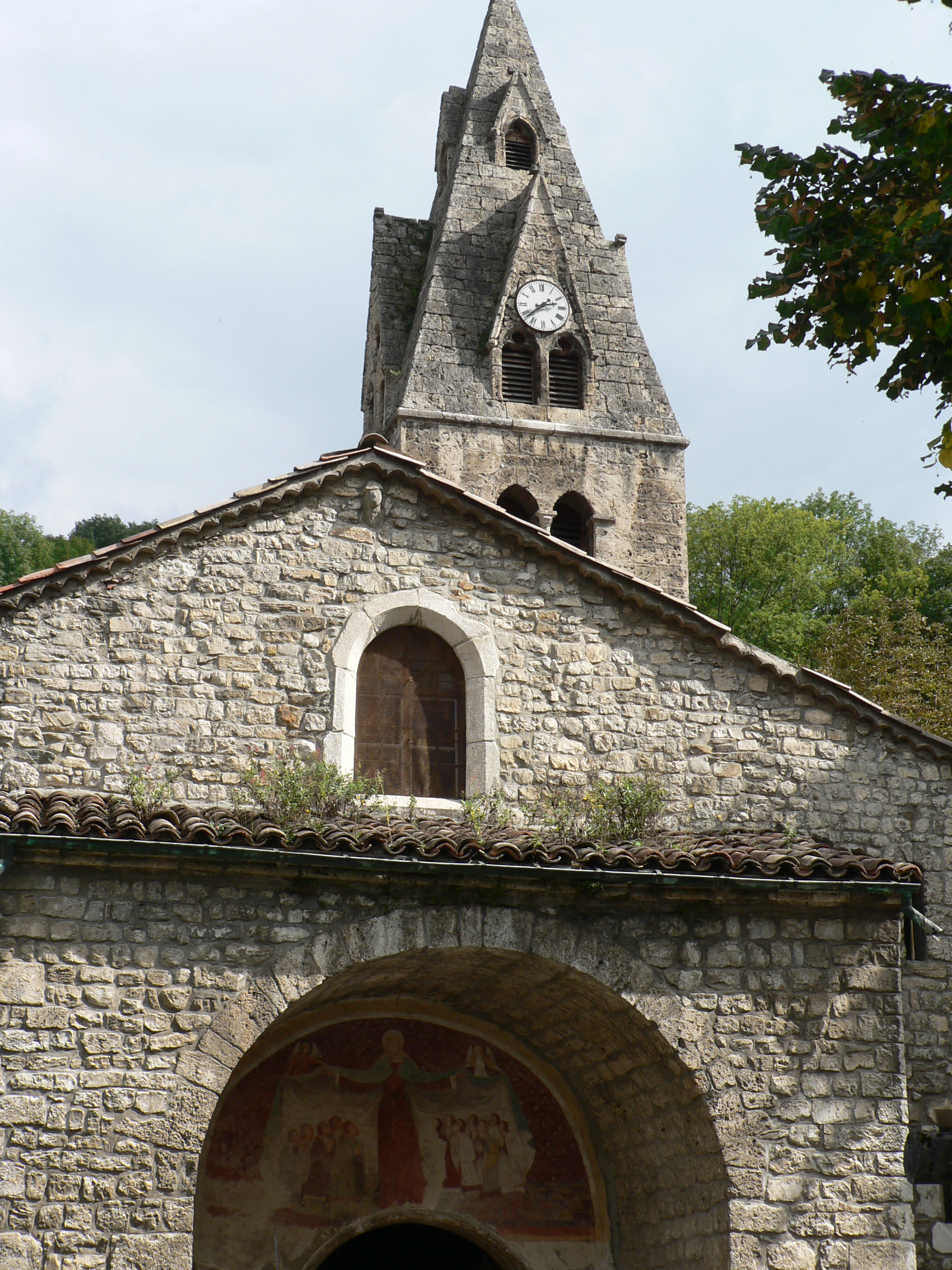
Kościół w Genevrey, 2011